# Leichtathletik-Weltmeisterschaften 2011/Teilnehmer (Honduras)
| Gelbes Symbol für Goldmedaillen mit stilisierten Olympischen Ringen | Graues Symbol für Silbermedaillen mit stilisierten Olympischen Ringen | Braundes Symbol für Bronzemedaillen mit stilisierten Olympischen Ringen |
| ------------------------------------------------------------------- | --------------------------------------------------------------------- | ----------------------------------------------------------------------- |
| —                                                                   | —                                                                     | —                                                                       |

Der Leichtathletik-Verband von Honduras stellte bei den Leichtathletik-Weltmeisterschaften 2011 im koreanischen Daegu zwei Teilnehmer.

## Ergebnisse

### Männer

#### Laufdisziplinen
| Athlet           | Disziplin | Vorlauf | Vorlauf | Halbfinale    | Halbfinale    | Finale        | Finale        |
| Athlet           | Disziplin | Zeit    | Platz   | Zeit          | Platz         | Zeit          | Platz         |
| ---------------- | --------- | ------- | ------- | ------------- | ------------- | ------------- | ------------- |
| Rolando Palacios | 200 m     | 21,22 s | 44      | ausgeschieden | ausgeschieden | ausgeschieden | ausgeschieden |

### Frauen

#### Laufdisziplinen
| Athletin        | Disziplin    | Vorlauf | Vorlauf | Halbfinale    | Halbfinale    | Finale        | Finale        |
| Athletin        | Disziplin    | Zeit    | Platz   | Zeit          | Platz         | Zeit          | Platz         |
| --------------- | ------------ | ------- | ------- | ------------- | ------------- | ------------- | ------------- |
| Jeimy Bernárdez | 100 m Hürden | 14,45 s | 38      | ausgeschieden | ausgeschieden | ausgeschieden | ausgeschieden |